# ورم الكيس الكيراتيني
ورم الكيس الكيراتيني سني المنشأ
هو ورم نادر وحميد ولكنه عدواني محليا (ورم كيسي ) . وهو ورم سني المنشأ و غالباً ما يظهر في الفك السفلي الخلفي .

## التشخيص
التشخيص النهائي عن طريق التحليل النسيجي ، أي الاستئصال وفحصها تحت المجهر .
تشبه الأغشية الحرشفية الكيراتينية بغموض .
ومع ذلك فإنها تفتقر إلى الحواف , و غالبا ما يكون هناك تحت المجهر , غالباً فصل انفصال عن الغشاء القاعدي المحيط بهم .

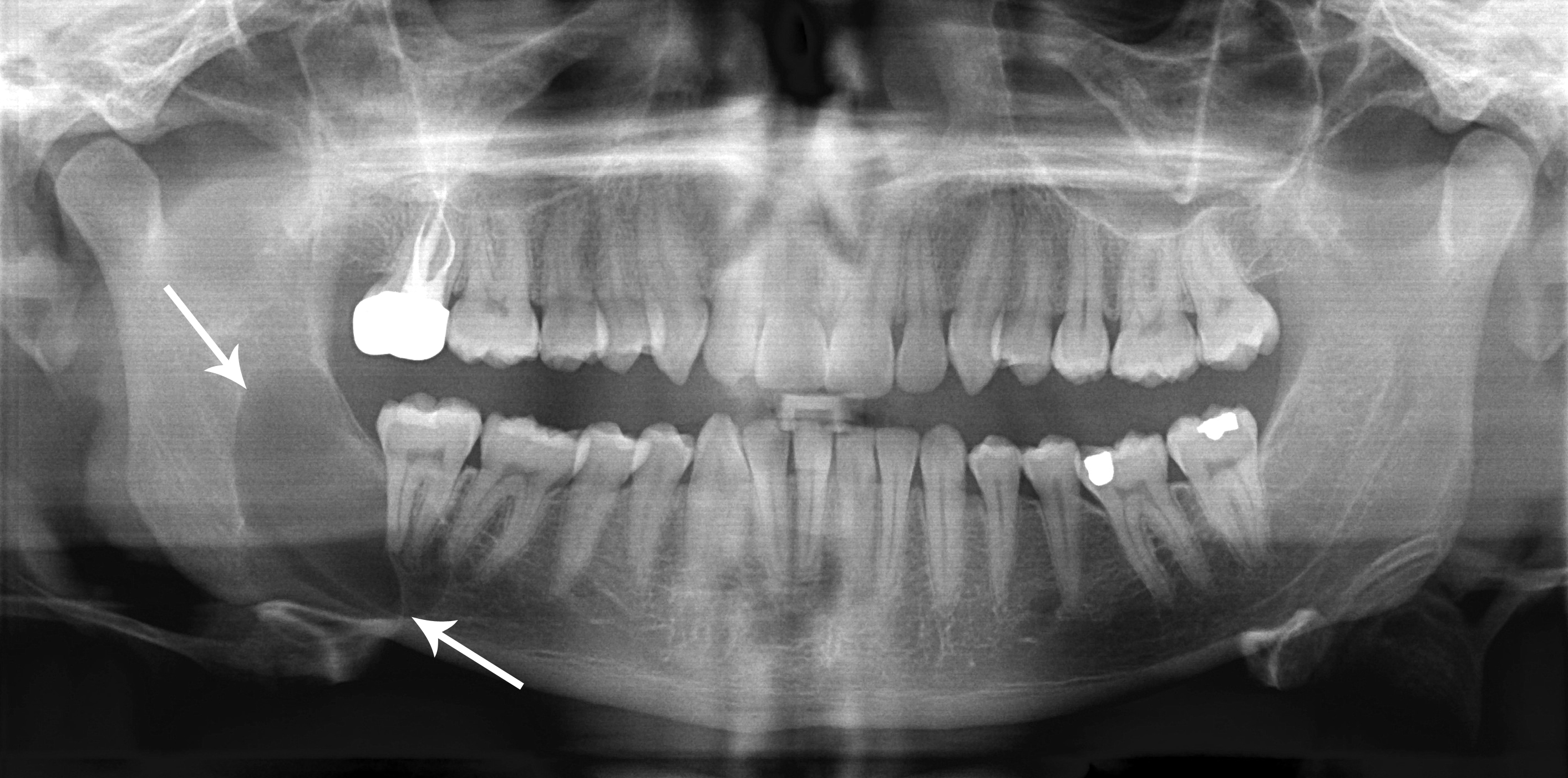
تشير الأسهم إلى ورم كيراتيني في الفك السفلي من جهة اليمين في مكان ضرس العقل المقتلع, آفة أحادية الكيس تنمو على طوال العظم.

## سبب المرض
يعتقد أن ورم الكيسَ الكيراتيني السِنِّيَّ المَنْشَأ ينشأ من الصفيحة السنية ويرتبط بالأسنان المطمورة . الأكياس الكيراتينية سنية المنشأ المتعددة هي سمة من سمات متلازمة سرطان الخلايا القاعدية . الأكياس الكيراتينية سنية المنشأ تستمد من بقايا الصحيفة السنية .

### الجينات
ترتبط أورام الاكياس الكيراتينية سنية المنشأ المتفرقة (غير المتلازمة) و المتلازمة مع طفرات في الجين PTCH
الذي هو جزء من مسار الإشارات هدجهوج .

## الأعراض
التورم هو العرض الأكثر شيوعا , لكن يمكن لأورام الأكياس الكيراتينية سنية المنشأ أن تكون بدون أعراض مرضية و أن يتم اكتشافها صدفة على صور الأشعة السنية للأسنان .

## التشخيص التفريقي بالأشعة
ورم مخاطي سني المنشأ

ورم أرومي مينائي

حبيبة وسط الخلية العملاقة

## التشخيص التفريقي بالتشريح النسجي
الكيس الكيراتيني اورثو

## التحول الخبيث
قد يحدث التحول الخبيث لسرطان الخلايا الحرشفية ، ولكن الأمر غير مألوف . .

## صور اضافية

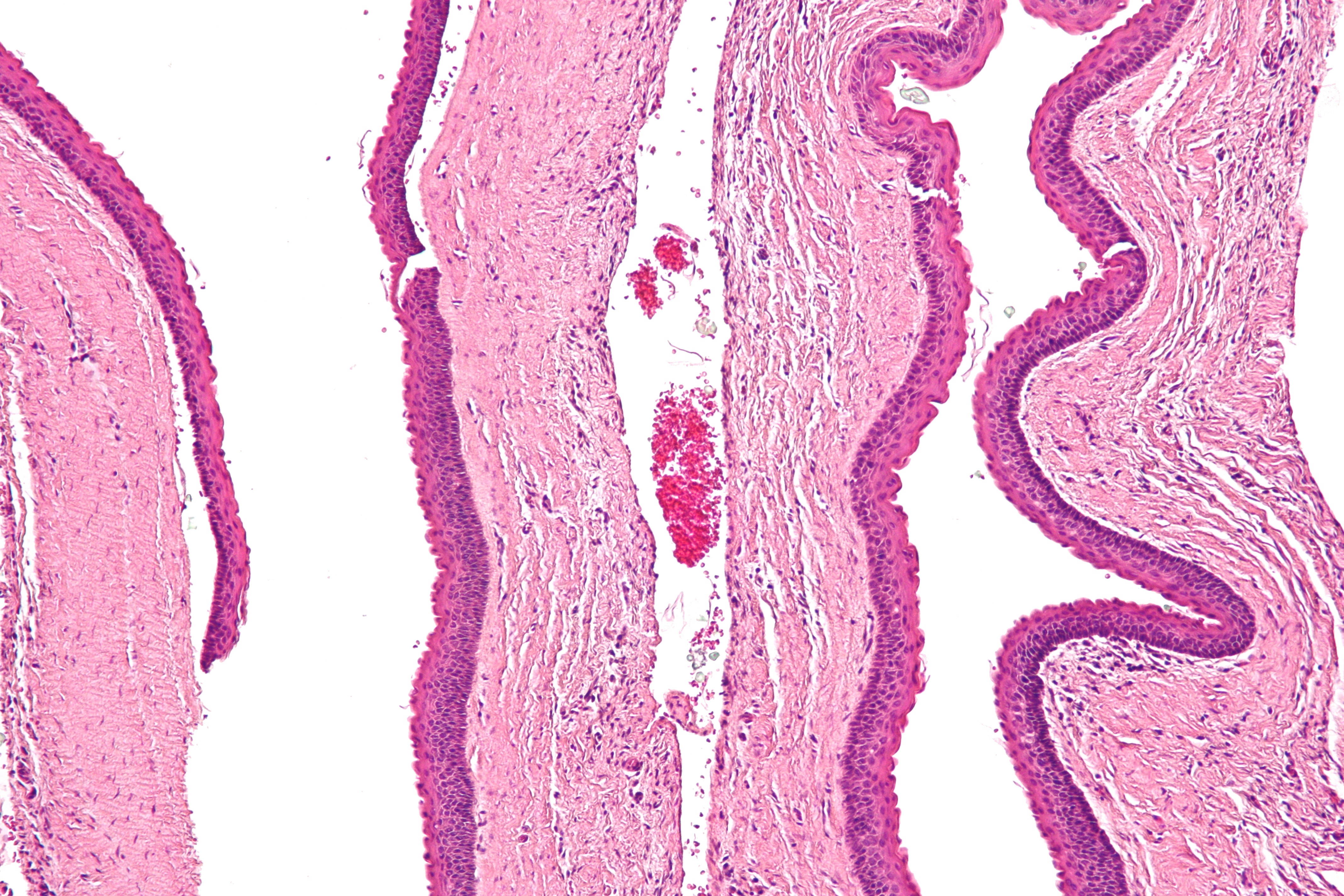
Intermed. mag.
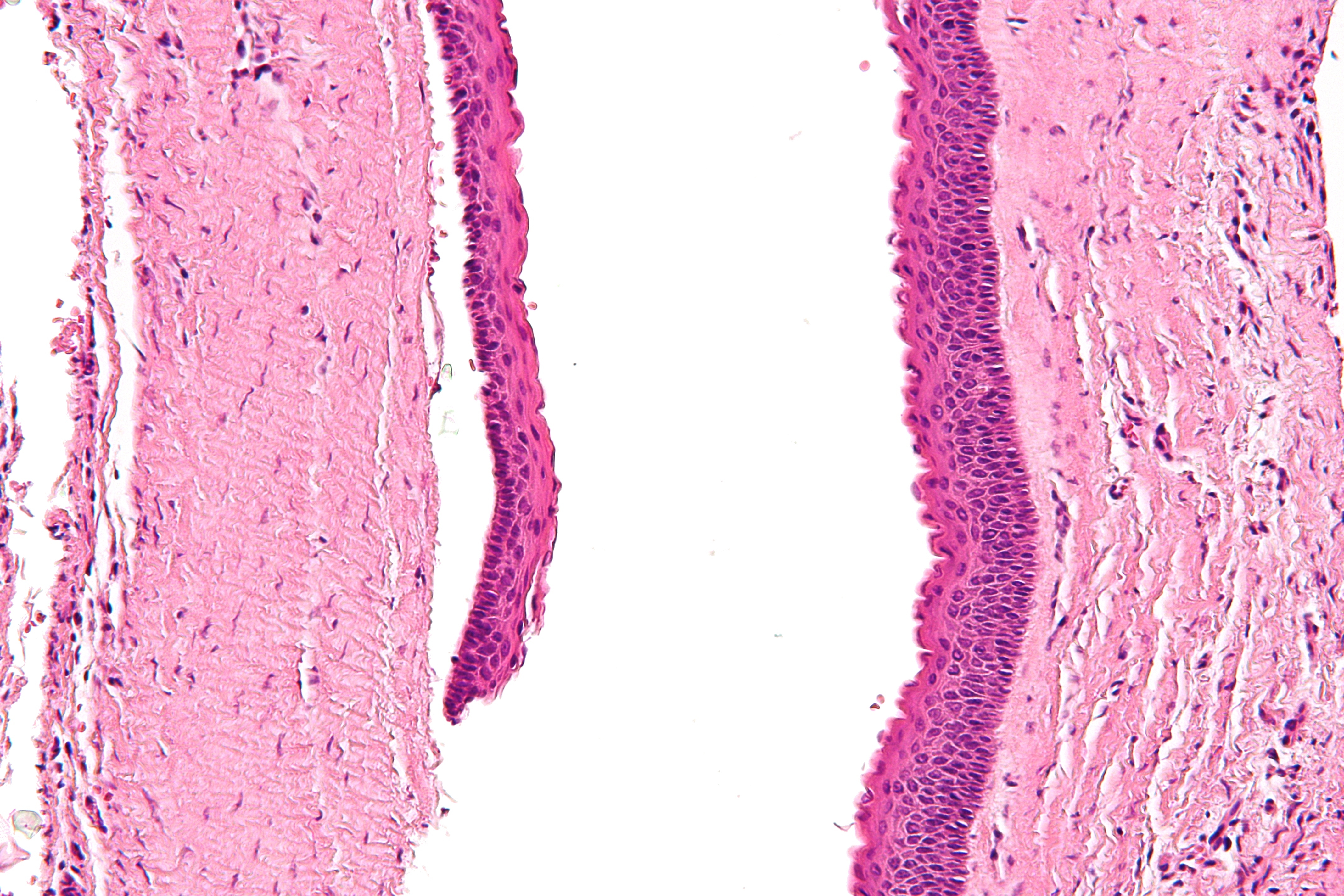
High mag.
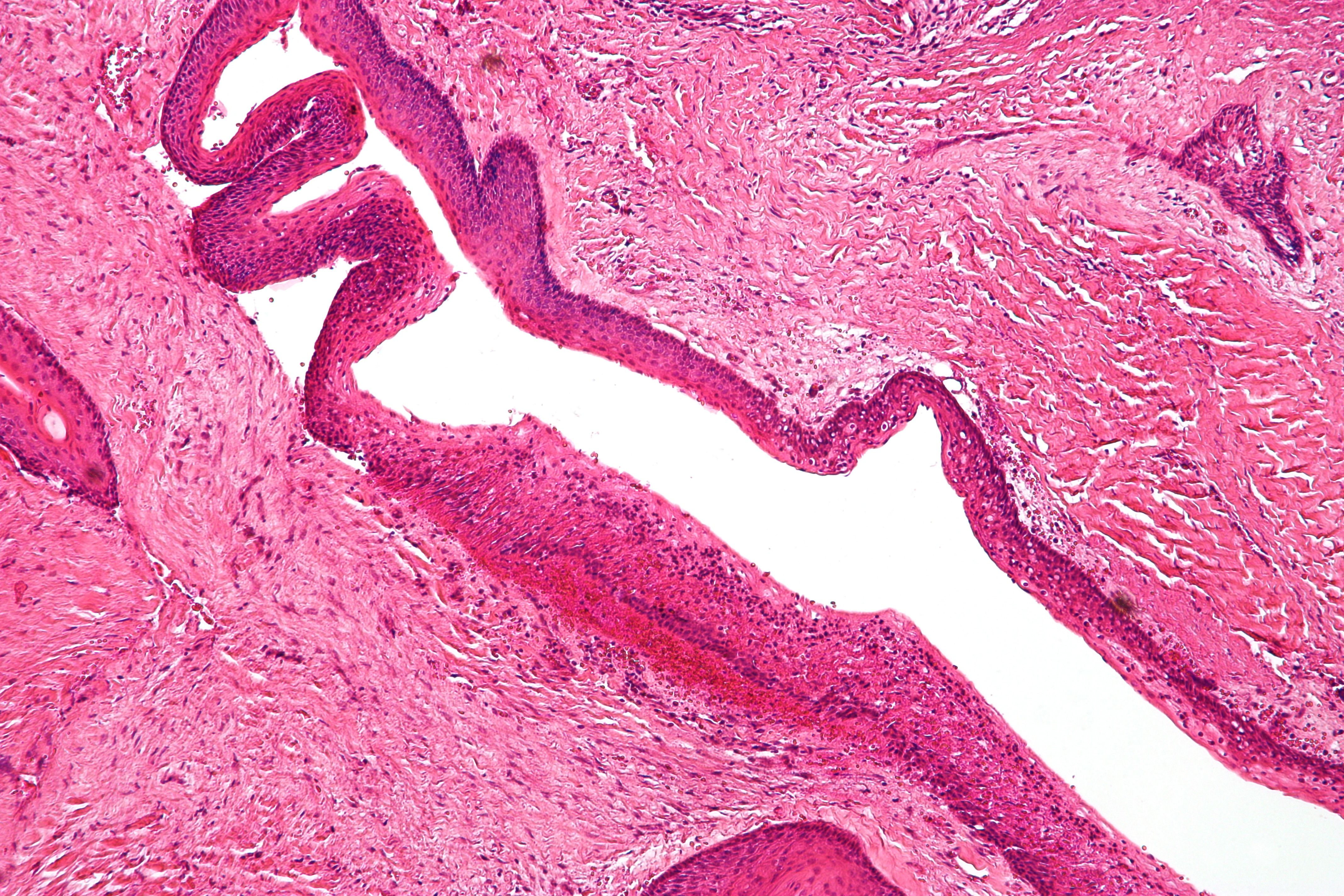
Intermed. mag.

## العلاج
ككيان نادر جداً تختلف الآراء بين الخبراء حول كيفية التعامل مع أورام الأكياس الكيراتينية سنية المنشأ .

## خيارات العلاج
- الاستئصال الجراحي الواسع (محليا)
- التوخيف - الافتتاح الجراحي لتجويف الكيس الكيراتيني سني المنشأ و إنشاء تجويف جرابي مثل الحقيبة ، بحيث يبقى التجويف في اتصال مع الخارج لفترة طويلة ، على سبيل المثال ثلاثة أشهر .
- الكحت ( الختان البسيط و كشط تدريجي من التجويف ) .
- إزالة العظم طرفيا بعد الكحت أو القلع
- الختان البسيط
- محلول كارنوي - وعادة ما تستخدم بالاقتران مع الختان .
- القلع و العلاج بالتبريد[6]